# Imperator (titre)
Pour les articles homonymes, voir Imperator.
Imperator (en français « commandant ») est le titre parfois attribué, durant la République romaine, lors de leur retour de campagne militaire, au consul romain victorieux. Il devient ultérieurement une partie de la titulature de l’empereur romain comme praenomen.

## Imperatoressous la République
Sous la République romaine, dans la littérature et l’épigraphie latine, un imperator est un magistrat titulaire de l’imperium, pouvoir suprême de commandement militaire et civil. Imperator est également un titre honorifique porté par certains commandants militaires, surtout à la fin de la République et durant les guerres civiles. Après une victoire importante, les soldats rassemblés saluaient leur général du nom d’imperator, acclamation nécessaire pour obtenir l’accord du Sénat pour un triomphe. Le général acclamé imperator avait le droit de porter ce titre après son nom jusqu’à la célébration de son triomphe, après lequel il devait l’abandonner en même temps que son imperium.
À partir du moment où le triomphe est l’objectif de nombreux ambitieux Romains, l’histoire de la République abonde en cas où les légions furent invitées, selon l'expression latine, à saluer imperator leur général. Le titre d’imperator fut conféré en 90 av. J.-C. à Lucius Julius Caesar, parent de Jules César, en 84 av. J.-C. à Pompée, en 60 av. J.-C. à Jules César, en 51 av. J.-C. à Cicéron, en 45 av. J.-C. de nouveau à César, en 44 av. J.-C. à Marcus Junius Brutus, et en 41 av. J.-C. à Lucius Antonius (frère de Marc Antoine).

## Imperatorsous l’Empire
Jules César marque un tournant lorsque le Sénat lui décerne le droit de porter le titre d’imperator en permanence et à titre héréditaire pour ses descendants. Auguste fait de ce surnom un prénom (prænomen), qui apparaît sur ses monnaies et ses inscriptions.
À partir d'Auguste, un seul homme dirige l’Empire romain. Le titre d’imperator est généralement réservé à l’empereur, quoiqu’il soit parfois accordé à un membre de sa famille. Comme titre permanent, le mot imperator sert de prænomen aux empereurs, adopté lors de leur accession au pouvoir. Après le règne de Tibère, la proclamation comme imperator devient l’acte d’accession au titre impérial. En pratique, lorsque des troupes proclament imperator leur général, cela revient à une révolte contre l’empereur en place.
Durant l’empire, le terme conserve la connotation de victoire qu’il avait sous la République ; néanmoins, il ne peut être décerné qu’à l’empereur, même si celui-ci n’a pas dirigé en personne l’armée victorieuse. Le titre vient après le nom de l’empereur suivi du nombre de fois où il l’a reçu, par exemple IMP V (« imperator pour la cinquième fois »). Le record appartient à Claude, acclamé imperator 27 fois, sans jamais avoir combattu.
Le titre d’imperator est généralement traduit en grec par autokrator. Il est utilisé dans les textes (avec sebastos comme traduction du titre d'Auguste) jusqu’au VIIe siècle, lorsque basileus commence à le remplacer.